# チューナーレステレビ
チューナーレステレビとは、TVチューナーを搭載せず、スマートテレビ向けOSを搭載することでインターネットの動画配信サービス（OTTサービス）の視聴に特化したテレビ受像機のことを指す。「チューナーレススマートテレビ」と呼ばれることもある。
ただし「テレビ」という呼称であっても、電波法施行規則第2条22項において、「『テレビジヨン』とは、電波を利用して、静止し、又は移動する事物の瞬間的影像を送り、又は受けるための通信設備をいう」と定義されているため、電波を受信できない本装置は電波法上のテレビにはあたらない。そのため、「スマートモニター（スマートディスプレイ）」と呼称する企業もある。

## 概要
チューナーレステレビではテレビのチューナーは搭載されておらず、代わりにAndroid TVなどといった、スマートテレビの基本ソフト（OS）だけが組み込まれている狭義のスマートテレビである。これにより、チューナーレステレビをインターネット回線に接続すれば、YouTubeなどの動画共有サービスやNetflixなどの定額制動画配信サービスといったOTTサービスのアプリケーションソフトウェアを利用することができる。
また、民間放送のテレビ局が制作している番組についても「TVer」のテレビアプリなどを利用すれば、本放送後の見逃し配信とはなるが、視聴することができる。WOWOWの同時配信サービスである「WOWOWオンデマンド」については、Google TV搭載機種であれば単体で視聴可能であり、その他の機種もAmazon Fire TV StickやChromecast with Google TV、Apple TVなどのデバイスを接続すれば視聴することができる。
チューナーを搭載しないテレビは2010年代後半から日本国内のメーカーを含めて発売されていたが、その大半は業務用向けの商品であり、販路も限定されていたため、あまり普及しなかった。しかし、2021年12月10日にディスカウントストア大手の「ドン・キホーテ」のプライベートブランド「情熱価格」が低価格で家庭用のチューナーレステレビを発売したのを皮切りとして、家電メーカーや家電量販店を始め、レンタルビデオ店・家具店などといった異業種も参入。動画配信サービスの急速な普及も追い風となり、売り上げは伸びており、2022年11月に「日経トレンディ」（日経BP）が発表したヒット商品ベスト30では22位にランクインした。
また、日本放送協会（NHK）が2023年4月からテレビを設置しているにもかかわらず、正当な理由なく期限内に受信契約を申し込まなかった世帯に対して、受信料の2倍にあたる割増金を徴収できる「割増金請求制度」を導入したことを受けて、更に活況を集めるようになった。また、同時期から専用のコーナーを設けている家電量販店もある。
2023年8月、IT業界専門紙であるBCNが日本国内の主要家電メーカーに対してチューナーレステレビを製造・販売する意向があるか取材したところ、TVS REGZA（ハイセンス・東芝グループ）が「わざわざチューナーを外してまで、ユーザーの番組選択の幅を狭めるメリットはない」と否定し、ソニーも「（今の時点で）放送波を切り捨て、選択肢を減らすことは考えにくい」と中立的な立場を示したのに対し、シャープは「チューナーレステレビのニーズはあると思う。社内で検討はしている。（NHKや民放といった）放送局に気を遣っているということも一切ない」と積極的な姿勢をみせていると報じている。

## NHK受信料について
チューナーレステレビの単独所有世帯については、テレビ受像機そのものではなく、受像機以外のものも含んだTVチューナーを所有している世帯のみに義務があるNHKの受信料を支払う必要は無い。放送法第64条1項（受信契約及び受信料）の規定により、「放送を受信する機能を有しない設備については放送法64条1項に規定する協会の放送を受信することのできる受信設備にあたらないため、受信契約の必要はない」とNHK並びに日本政府が回答しており、別途TVチューナー全般やケーブルテレビのセットトップボックス（STB）などを所持しない限り受信料を請求されることはない。
NHKにおけるチューナーレステレビの位置づけについて、専務理事の小池英夫は2024年5月に行われた定例記者会見において、「一部で販売されているチューナーレステレビだと、受信契約の対象にならないと理解していますし、受信契約の対象にならないことをうたい文句にそういうテレビが発売されていると思います」とコメントしている。
なお、NHKの番組を同時及び見逃し配信する「NHKプラス」は受信料契約なしでは視聴できないが、オンデマンド配信の「NHKオンデマンド」は受信料とは別枠の料金制であるため、利用料金さえ支払えば視聴が可能であり、単体のアプリをインストールまたはWOWOWオンデマンドと同様にChromecast with Google TVのデバイスを接続、Amazon Prime VideoやU-NEXTなどの提携事業者経由の契約でNHKの番組を視聴することが可能である。

## 廃棄について
環境省やパソコン3R推進協会によると、2023年9月現在、チューナーレステレビはTVチューナーを搭載していないことから特定家庭用機器再商品化法（家電リサイクル法）の対象機種とはなっていない。また、パーソナルコンピュータの製品（ディスプレイ）でも無いため、資源の有効な利用の促進に関する法律（パソコンリサイクル法）の対象機種にもなっていない。このため、何らかの事情でチューナーレステレビを廃棄する際は居住する自治体が定める方法に従って処分する必要がある。
なお、使用済小型電子機器等の再資源化の促進に関する法律（小型家電リサイクル法）に基づき、不要となったチューナーレステレビの引き取りを可能としている事業者もある。